# BMD-2
BMD-2 je sovjetsko borbeno vozilo pješaštva na gusjenicama namijenjeno zračno-desantnim snagama. Razvoj je započeo 1980-ih s ciljem stvaranja vozila temeljenog na BMD-1 s poboljšanim naoružanjem.

## Unutarnje poveznice
- BMD-1 - BMD-3
- BMP-1 - BMP-2 - BMP-3

## Vanjske poveznice
|  | Zajednički poslužitelj ima još gradiva o temi BMD-2 |